# Mokunda
Mokunda est un village du Cameroun situé dans la région du Sud-Ouest et le département du Fako. Il est rattaché à la commune de Limbé II.

## Population
La localité comptait 347 habitants en 1953 et 713 en 1968, principalement des Bakweri. Lors du recensement de 2005, on y a dénombré 981 personnes.

## Infrastructures
Mokunda dispose d'un centre de santé (CSI).